# Mischung (Mathematik)
Die Mischung eines maßerhaltenden dynamischen Systems ist ein Begriff aus der Ergodentheorie, einem Teilgebiet der Mathematik, das zwischen der Maßtheorie, der Theorie dynamischer Systeme und der Stochastik anzusiedeln ist. Man spricht dann von mischenden maßerhaltenden dynamischen Systemen, die auch stark mischende maßerhaltende dynamische Systeme genannt werden, um sie von einer Abschwächung des Begriffs, den schwach mischenden maßerhaltenden dynamischen Systemen abzugrenzen. Teilweise wird die Mischung auch als Eigenschaft der maßerhaltenden Transformation angesehen, demnach spricht man dann von (stark/schwach) mischenden maßerhaltenden Abbildungen. Sowohl stark mischende als auch schwach mischende maßerhaltende Systeme sind stärkere Begriffe als ergodische maßerhaltende dynamische Systeme und erlauben beispielsweise in der Theorie der stochastischen Prozesse eine feinere Abstufung des Bereichs zwischen unabhängig identisch verteilten Zufallsvariablen und ergodischen stochastischen Prozessen.

## Definition
Gegeben sei ein maßerhaltendes dynamisches System {\displaystyle (\Omega ,{\mathcal {A}},\mu ,T)} mit maßerhaltender Abbildung {\displaystyle T}. Das maßerhaltende dynamische System bzw. die maßerhaltende Abbildung heißt (stark) mischend, wenn
{\displaystyle \lim _{n\to \infty }\mu (T^{-n}(A)\cap B)=\mu (A)\cdot \mu (B)}
für alle {\displaystyle A,B\in {\mathcal {A}}} gilt. Das maßerhaltende dynamische System bzw. die maßerhaltende Abbildung heißt schwach mischend, wenn
{\displaystyle \lim _{n\to \infty }{\frac {1}{n}}\sum _{i=1}^{n-1}\left|\mu (T^{-i}(A)\cap B)-\mu (A)\mu (B)\right|=0}
für alle {\displaystyle A,B\in {\mathcal {A}}} gilt.

## Beziehung der Mischung zur Ergodizität
Es gelten die Implikationen
{\displaystyle {\text{stark mischend}}\implies {\text{schwach mischend}}\implies {\text{ergodisch}}},
die Umkehrungen gelten im Allgemeinen nicht. Die Zusammenhänge zeigt man mittels der obigen Definitionen der Mischung und folgender Charakterisierung der Ergodizität: {\displaystyle (\Omega ,{\mathcal {A}},\mu ,T)} ist genau dann ergodisch, wenn
{\displaystyle \lim _{n\to \infty }{\frac {1}{n}}\sum _{i=0}^{n-1}\mu (T^{-i}(B)\cap A)=\mu (A)\cdot \mu (B)}
ist für alle {\displaystyle A,B\in {\mathcal {A}}}.

## Bemerkungen
In der Stochastik werden zwei Mengen {\displaystyle A,B} stochastisch unabhängig genannt, wenn
{\displaystyle P(A\cap B)=P(A)\cdot P(B)}
gilt. Somit lässt sich die starke Mischung als „asymptotische Unabhängigkeit“ von {\displaystyle T^{-n}(A)} und {\displaystyle B} für alle Mengen der σ-Algebra auffassen.